# Cajg
Cajg (niem. Zeug - tkanina) – mocna tkanina bawełniana lub wełniana wykonywana w splocie skośnym łamanym. Zastosowanie tego splotu tworzy podłużne (wzdłuż osnowy) pasy. Była najtańszą tkaniną używaną na ubrania robocze. W Polsce produkowana od XVII wieku. 